# Дочо Полендаков
Дочо Иванов Полендаков е български офицер, генерал-майор.

## Биография
Роден е на 14 октомври 1924 г. в троянското село Орешак. Член на РМС. През 1943 г. преминава в нелегалност и става партизанин в трета троянска партизанска чета на партизански отряд „Христо Кърпачев“. Излиза в запаса през 1988 г. Умира на 21 април 2018 г.